# Lyés Mokodel
Lyés Mokodel (* 20. Juni 1990) ist ein algerischer Leichtathlet, der sich auf den 110-Meter-Hürdenlauf spezialisiert hat.

## Sportliche Laufbahn
Erste internationale Erfahrungen sammelte Lyés Mokodel 2008 bei den Juniorenweltmeisterschaften in Bydgoszcz, bei denen er mit 14,56 s in der ersten Runde ausschied. Im Jahr darauf wurde er bei den Juniorenafrikameisterschaften in Bambous disqualifiziert und belegte anschließend bei den Arabischen Meisterschaften in Damaskus in 14,56 s den sechsten Platz. 2010 nahm er erstmals an den Afrikameisterschaften in Nairobi teil und belegte dort in 14,11 s den fünften Platz. Im Jahr darauf erreichte er bei der Sommer-Universiade in Shenzhen das Halbfinale, in dem er mit 13,99 s ausschied, ehe er anschließend bei den Arabischen Meisterschaften in al-Ain mit 13,80 s die Bronzemedaille hinter den beiden Kuwaitern Fawzi al-Shammari und Abdulaziz al-Mandeel. Daraufhin wurde er bei den Panarabischen Spielen in Doha mit 13,81 s Vierter. 2012 gewann er bei den Afrikameisterschaften in Porto-Novo in 13,73 s die Bronzemedaille hinter dem Südafrikaner Lehann Fourie und dem Nigerianer Selim Nurudeen.
2014 gelangte er bei den Afrikameisterschaften in Marrakesch erneut bis in das Finale, wurde dort aber disqualifiziert. Im Jahr darauf nahm er erstmals an den Afrikaspielen in Brazzaville teil und gewann dort in 13,49 s die Silbermedaille hinter dem Südafrikaner Antonio Alkana. 2019 gelangte er bei den Arabischen Meisterschaften in Kairo in 14,25 s auf den fünften Platz, ehe er bei den Afrikaspielen in Rabat im Finale disqualifiziert wurde. 
2012, von 2014 bis 2016 sowie 2019 wurde Mokodel algerischer Meister im 110-Meter-Hürdenlauf.

## Persönliche Bestleistungen
- 110 m Hürden: 13,48 s (0,0 m/s), 25. Mai 2014 in Forbach
  - 60 m Hürden: 7,79 s, 7. Februar 2015 in Mondeville